# Lan Yu (Insel)
Lan Yu (chinesisch 蘭嶼 / 兰屿, Pinyin Lán Yǔ, W.-G. Lan Yü, Zhuyin ㄌㄢˊ ㄩˇ, englisch Orchid Island – „Orchideeninsel“) ist eine 45 km² große Vulkaninsel vor der südöstlichen Küste Taiwans. Verwaltet wird sie von der Republik China (Taiwan) als Gemeinde Lanyu im Landkreis Taitung.

## Geografie und Bevölkerung
Die Hauptinsel ist maximal 13,3 Kilometer lang und 7,3 Kilometer breit. Acht Berge auf der Insel sind höher als 400 m, der höchste ist mit 552 m der Hongtou Shan (紅頭山). Es gibt eine kleine unbewohnte Nebeninsel, die „Kleine Orchideeninsel“ (小蘭嶼,  Xiǎo Lán Yǔ,  Hsiao Lan Yü, englisch Lesser Orchid Island).
Die Insel Lan Yu, auf der 5.157 Menschen leben (Stand 2018), ist Heimat der Tau (達悟族,  Dáwùzú,  Tawu-tsu), eines der als ethnische Minderheit anerkannten indigenen Völker Taiwans. Die Tau sind vor ca. 800 Jahren von den südlich gelegenen philippinischen Batan-Inseln eingewandert, die von Lan Yu durch den Bashi-Graben in der Luzonstraße getrennt sind. Sie nennen die Insel Ponso no Tao bzw. Pongso no Tawo („Insel der Menschen“) oder Irala. Die Insel ist auch als Botel Tobago bekannt. Die Ami nennen sie Buturu, die Puyuma Botol.
Die Insulaner leben als Bauern vom Anbau von Taro, Yams und Hirse und als Fischer insbesondere vom Fang großer Mengen Fliegender Fische. Traditionelle Feste wie das Einweihen neuer handgeschnitzter Boote (Tatara) und die Feste der Fliegenden Fische (飛魚祭 Fēiyú jì) sind heute touristische Attraktionen.
Die Insel ist auf dem See- und dem Luftweg erreichbar. Die Fluggesellschaft Daily Air bietet (wetterabhängig) mehrere tägliche Flüge ab Taitung an, Fährverbindungen gibt es vom Hafen Fukang bei Taitung und vom Hafen Houbihu in der Stadtgemeinde Hengchun.

## Klima
Auf der Insel herrscht ein subtropisches Monsunklima. In der folgenden Tabelle sind Regentage als Tage mit Niederschlag über 0,1 mm definiert.
|                        | Jan   | Feb   | Mär  | Apr  | Mai   | Jun   | Jul   | Aug   | Sep   | Okt   | Nov  | Dez   |   |         |
| Mittl. Temperatur (°C) | 18,5  | 19    | 20,5 | 22,4 | 24,3  | 25,7  | 26,3  | 26,1  | 25,2  | 23,8  | 21,7 | 19,4  | ⌀ | 22,8    |
| Mittl. Tagesmax. (°C)  | 20,7  | 21,4  | 23   | 24,9 | 26,7  | 27,8  | 28,6  | 28,5  | 27,6  | 25,9  | 23,8 | 21,4  | ⌀ | 25      |
| Mittl. Tagesmin. (°C)  | 17    | 17,4  | 18,8 | 20,8 | 22,7  | 24,1  | 24,6  | 24,3  | 23,5  | 22,3  | 20,3 | 17,9  | ⌀ | 21,2    |
|                        |       |       |      |      |       |       |       |       |       |       |      |       |   |         |
| Niederschlag (mm)      | 248,1 | 203,9 | 154  | 149  | 249,3 | 287,4 | 231,2 | 287,9 | 384,2 | 305,6 | 267  | 212,2 | Σ | 2.979,8 |
|                        |       |       |      |      |       |       |       |       |       |       |      |       |   |         |
| Sonnenstunden (h/d)    | 2,61  | 2,79  | 3,42 | 3,77 | 4,4   | 4,69  | 6,33  | 5,54  | 4,79  | 4,33  | 3,16 | 2,5   | ⌀ | 4       |
|                        |       |       |      |      |       |       |       |       |       |       |      |       |   |         |
| Regentage (d)          | 22,2  | 19    | 16,7 | 15,1 | 15,7  | 15,3  | 14,2  | 16,6  | 19,5  | 19,6  | 20,5 | 21    | Σ | 215,4   |

| 17 |

| 17,4 |

| 18,8 |

| 20,8 |

| 22,7 |

| 24,1 |

| 24,6 |

| 24,3 |

| 23,5 |

| 22,3 |

| 20,3 |

| 17,9 |

| 17 |

| 17,4 |

| 18,8 |

| 20,8 |

| 22,7 |

| 24,1 |

| 24,6 |

| 24,3 |

| 23,5 |

| 22,3 |

| 20,3 |

| 17,9 |

## Geschichte

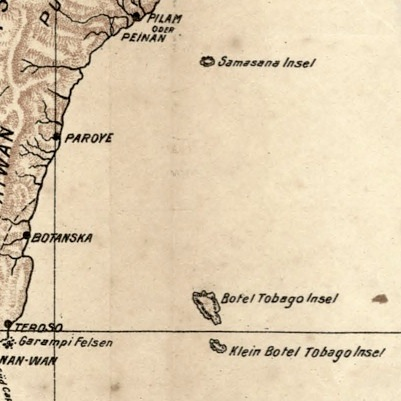
Lan Yu als „Botel Tobago“ (nach der auf den benachbarten Philippinen geläufigen Bezeichnung) auf einer Karte des deutschen Taiwan-Reisenden Karl Theodor Stöpel (1905)

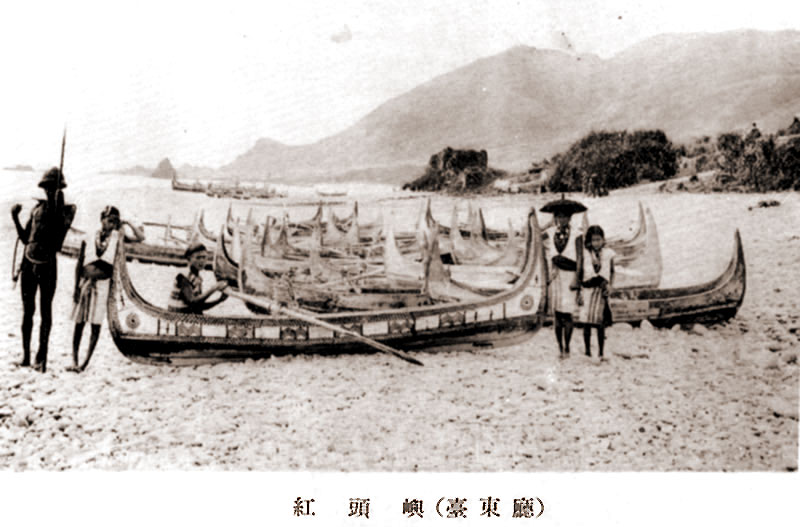
Altes Foto der Küste Lan Yus bei Taiwan, aus einer Publikation der japanischen Kolonialregierung, um 1931

Zuerst wurde die Insel auf japanischen Seekarten im frühen 17. Jahrhundert als Tabako-shima verzeichnet, auf einer französischen Seekarte von 1654 als Tabaco Xima. Die Chinesen, die Kontakt zu den Einwohnern hatten, nannten sie Hongtou Yu (紅頭嶼,  Hóngtóu yǔ – „Rotköpfige Insel“), woher der Name Kōtō-sho während der japanischen Herrschaft über Taiwan stammt. Die japanische Kolonialregierung erklärte die Insel zum ethnologischen Forschungsgebiet, gesperrt für die Öffentlichkeit. Nach der Machtübernahme durch die Republik China 1946 blieb die Sperrung bis 1967 erhalten. Daher sind die Traditionen der Tau die am besten erhaltenen der indigenen Völker Taiwans. Nach 1967 wurden Schulen gebaut und Schulpflicht mit Unterricht auf Hochchinesisch eingeführt. Auch der Tourismus auf der Insel hat zugenommen.
Am 19. Januar 1946 wurde die Insel zur Gemeinde Hongtouyu (紅頭嶼鄉,  Hóngtóuyǔ xiāng) im Landkreis Taitung. Am 24. November desselben Jahres wurde sie umbenannt in Lan Yu (蘭嶼, übersetzt: „Orchideeninsel“), nach den dort vorkommenden Orchideen der Gattung Phalaenopsis. Die Gemeinde Hongtouyu im Landkreis Taitung heißt seitdem entsprechend Gemeinde Lanyu (蘭嶼鄉,  Lányǔ xiāng, englisch Lanyu Township).

## Gefängnisinsel
Von 1958 bis 1972 wurde ein Großteil der Insel beschlagnahmt, um dort Farmen für pensionierte Soldaten und ein Gefängnis für Kriminelle einzurichten. Die Tau beschwerten sich, dass Häftlinge auf Freigang ihr Eigentum stahlen und Frauen vergewaltigten, aber die Behörden nahmen dies selten ernst, da sie selbst nie Zeugen dieser Übergriffe waren.

## Lager für radioaktiven Abfall
Die Atomenergiebehörde der Republik China wählte 1974 ein Gebiet an der Südspitze der Insel als „vorübergehendes“ Lager für radioaktiven Abfall aus. Tatsächlich sollte es eine Menge von 18.000 Tonnen über einen Zeitraum von 50 Jahren aufnehmen. Die Regierung hinterging den Kommissar der Tau, einen Analphabeten, indem sie behauptete, sie wolle eine Fabrik für Fischkonserven bauen und bräuchte seine Unterschrift zur Genehmigung des Projektes. 1978 wurde ein Hafen gebaut und der Bau des Lagers begann 1980. Während dieser Zeit wurde die Verschleierung gegenüber den Insulanern aufrechterhalten, bis Kirchgänger die Wahrheit aus taiwanischen Nachrichten erfuhren. Erste Schiffsladungen mit leicht- und mittelradioaktivem Müll trafen im Mai 1982 von Taiwans drei Kernkraftwerken des staatlichen taiwanischen Energieversorgers Taipower ein. Über 4800 Tonnen sind auf der Insel ohne Genehmigung in 23 Betongruben gelagert.
Landesweite Beachtung erfuhr die Situation 1991, als Kou Jian-ping, ein presbyterianischer Missionar, mit Unterstützung von Anti-Atom-Gruppen Demonstrationen in Taipeh durchführte und Taipower einen Brief mit drei Forderungen übergab: die Ausweitung der zweiten Bauphase des Lagers zu unterbinden; sofortigen Stopp der Verschiffung radioaktiven Abfalls auf die Orchideeninseln und die Stilllegung des Lagers bis 30. Juli 1991. Taipower erfüllte die erste Forderung, im Jahr 1996 auch die zweite. Das Lager ist jedoch nach wie vor in Betrieb. Vom Exekutiv-Yuan wird erwartet, dass bis 2016 ein endgültiger Ort für die Lagerung des radioaktiven Mülls gefunden ist und der Bau eines Endlagers abgeschlossen ist. Die Regierung verhandelte mit Russland, der Volksrepublik China, Nordkorea und den Salomonen über Verschiffung und Lagerung des taiwanischen radioaktiven Abfalls.
Über die Hälfte der Inselbevölkerung protestierte 2002 vor dem Atommülllager, da die Regierung ihr Versprechen nicht einhielt, 100.000 Barrel schwach radioaktiven Müll von der Insel zu entfernen. Premierminister You Si-kun entschuldigte sich für die Nichteinhaltung der Versprechen und dafür, dass er angesichts des Mangels an Alternativen nicht sagen könne, wann und wie der radioaktive Müll von der Insel entfernt wird. Der Energieversorger Taipower bot den Insulanern die Zahlung von 200 Millionen NT$ (etwa 4,3 Millionen €) an, um im Gegenzug das Lager für weitere neun Jahre betreiben zu dürfen.
Bei einem Besuch auf der Insel am 17. August 2016 sicherte die 2016 neu gewählte Staatspräsidentin Tsai Ing-wen den Bewohnern zu, dass die Umstände, die dazu geführt hatten, dass Lan Yu als Atommülllager ausgewählt wurde, untersucht werden würden und dass staatliche Stellen mit den Inselbewohnern zusammenarbeiten würden, um eine Lösung des Problems zu finden.

## Orte

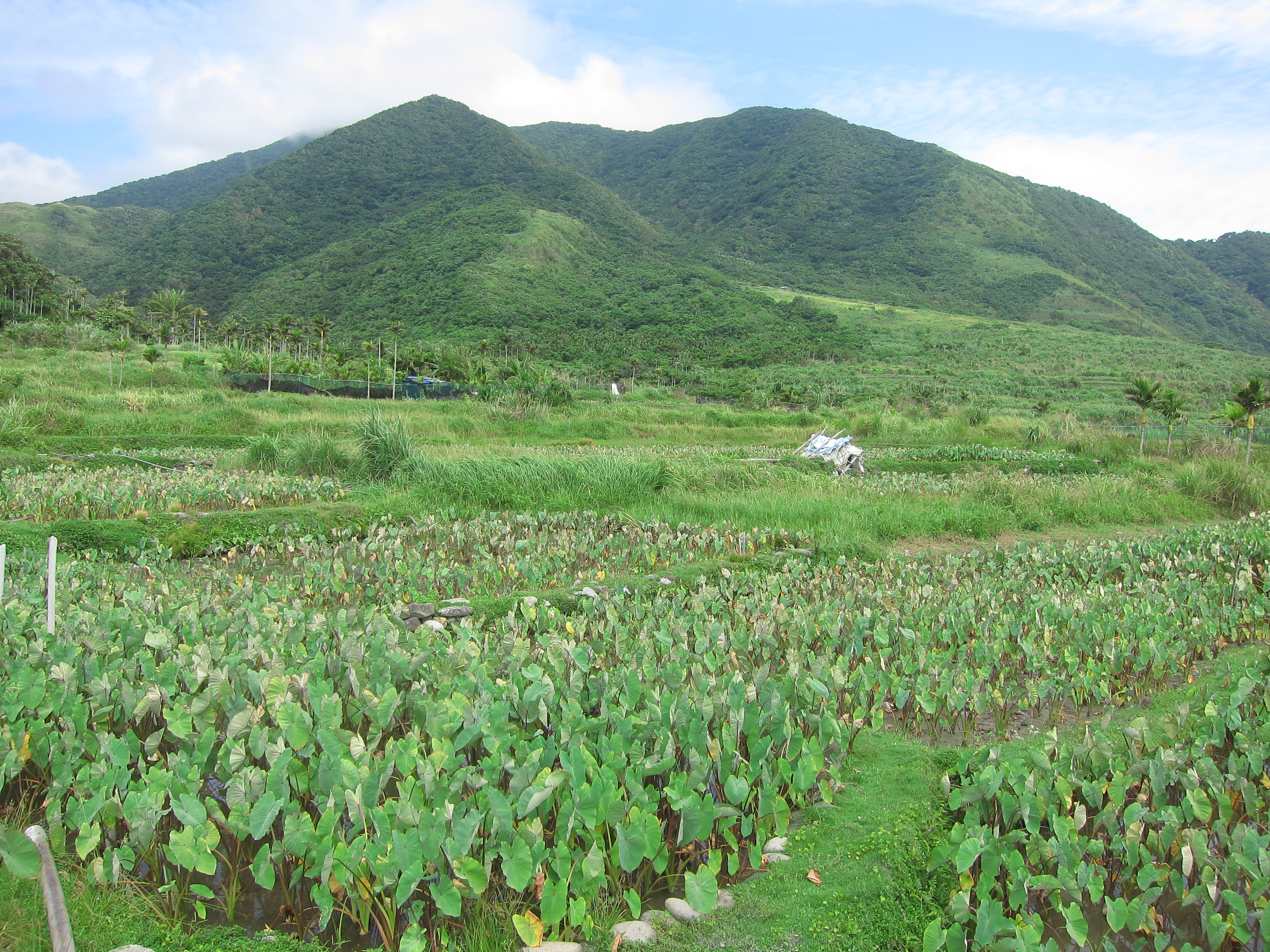
Landschaftsimpression von Lan Yu

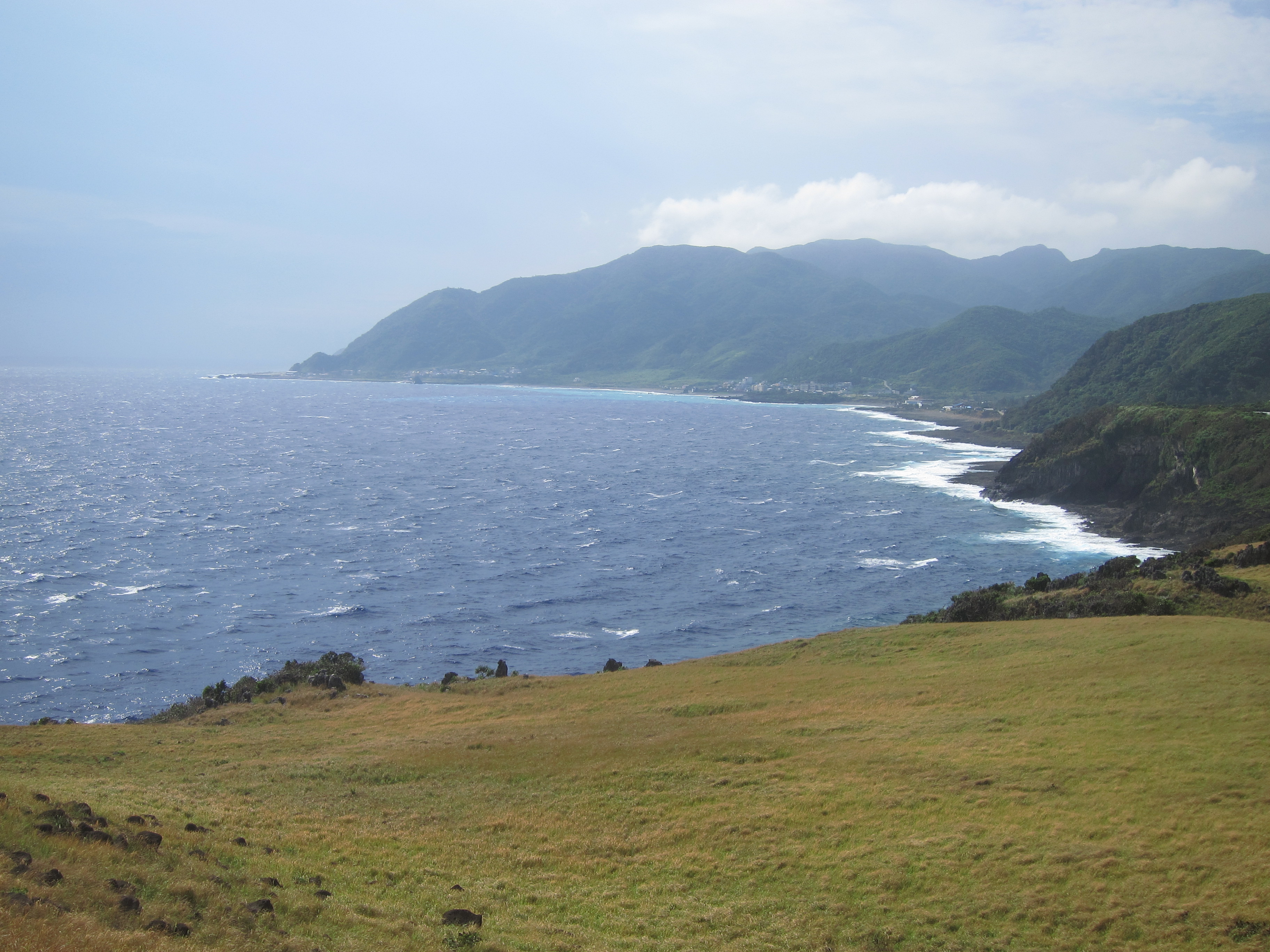
Küstenlandschaft auf Lan Yu

| Name des Stammes | Alternative Schreibung  | Name auf Chinesisch | Name auf Chinesisch | Verwaltungssitz (村) | Koordinaten                  |
| ---------------- | ----------------------- | ------------------- | ------------------- | -------------------- | ---------------------------- |
| Yayu             | Jiayo / Yayo            | Yeyou               | 椰油                | +                    | 22° 3′ 2″ N, 121° 31′ 18″ O  |
| Iraralay         | Jiraralay / Iraraley    | Langdao             | 朗島                | +                    | 22° 4′ 28″ N, 121° 32′ 6″ O  |
| Iranumilk        | Jiranmilek / Iranmeylek | Dongqing            | 東清                | +                    | 22° 2′ 28″ N, 121° 34′ 13″ O |
| Ivarinu          | Jivalino / Ivalino      | Yeyin               | 野銀                | Teil von Dongqing    | 22° 2′ 24″ N, 121° 34′ 3″ O  |
| Imourud          | Jimowrod / Imowzod      | Hongtou             | 紅頭                | +                    | 22° 1′ 41″ N, 121° 33′ 19″ O |
| Iratai           | Jiratay / Iratey        | Yuren               | 漁人                | Seit 1946 zu Imourud | 22° 1′ 39″ N, 121° 32′ 34″ O |
| Iwatas           | Ivatas                  | Yiwadaxi            | 伊瓦達斯            | Seit 1940 zu Yayu    | 22° 2′ 52″ N, 121° 30′ 57″ O |

5,6 km südlich der Hauptinsel liegt die rund 0,9 km² große unbewohnte sogenannte „kleine Orchideeninsel“ – Xiao Lan Yu – (小蘭嶼,  Xiǎo Lán Yǔ,  Hsiao Lan Yü, englisch Lesser Orchid Island), die als Übungsziel für Militärflugzeuge genutzt wurde. Sie ist Heimat der vom Aussterben bedrohten endemischen Orchideenart Phalaenopsis equestris f. aurea.
Auf der Insel befindet sich ein kleiner Flughafen von dem aus täglich mehrere Flüge nach Taitung gehen.